# Chigahalli, Hassan
Chigahalli là một làng thuộc tehsil Hassan, huyện Hassan, bang Karnataka, Ấn Độ.